# Raffelstettener Zollordnung
Die Raffelstettener Zollordnung wurde zwischen 902 und 906 im Auftrag des ostfränkischen Königs Ludwig durch Markgraf Aribo und die bedeutendsten Richter und Adeligen der damals fränkisch-bayerischen Ostmark in lateinischer Sprache abgefasst, um bestehende Unstimmigkeiten im Zusammenhang mit ungerechtfertigter Zoll- und Mauteinhebung beim Warenverkehr im Donauraum im Bereich östlich des Passauer Waldes bis in den Raum Mautern im heutigen Niederösterreich zu regeln. Sie ist eine der bedeutendsten Urkunden des frühmittelalterlichen Handels zwischen Bayern und Slawen im heute österreichischen Donauraum. Eine Abschrift der Urkunde aus dem 13. Jahrhundert ist im Codex Lonsdorfianus erhalten, einem Passauer Kopialbuch, welches sich im Bayerischen Hauptstaatsarchiv in München befindet.

## Inhalt
Die Raffelstettener Zollordnung regelte vor allem Höhe und Art der Zolleinhebung in Abhängigkeit von Warengruppe, Transportweg, Absatzgebiet und ethnischer Zugehörigkeit. So hatten Schiffe, die zwischen dem Passauer Wald und Linz Handel trieben, in Rosdorf nur einen sogenannten Halbpfenning an Maut zu leisten. Über Linz hinaus waren pro Salzschiff drei Scheffel Salz zu geben, was aber freien Handel bis zum böhmischen Wald und zum Ennswald garantierte. Der nächste Zoll von drei Scheffel Salz war ab Eparesburch zu zahlen und berechtigte zur weiteren Passage bis Mautern. Nach Leistung dieser Zahlung mussten nur noch drei weitere Scheffel Salz bezahlt werden, um in diesem Gebiet frei an den Salzmärkten teilnehmen zu dürfen. Für eine Teilnahme am sogenannten Markt der Mährer war weiters pro Schiffsladung ein Schilling abzuführen. Ortsansässige Bayern waren generell abgabenmäßig begünstigt und mussten z. B. für Salz zum Eigenbedarf keine weiteren Abgaben leisten. Für Salztransporte auf dem Landweg war nahe Amstetten beim Fluss Url ein Scheffel Salz zu geben. Schiffe aus dem Traungau waren dort wiederum von Abgaben befreit. Nicht ortsansässige Slawen, die z. B. aus Böhmen oder Mähren an die Handelsplätze des Donauraumes, der Anwohner des Rodl-Flusses oder der Riedmärker im heutigen Mühlviertel kamen, hatten pro Saumtier zwei Klumpen Wachs oder pro Träger einen Klumpen Wachs eines bestimmten Wertes zu zahlen. Ebenso entsprechende Abgaben wurden für dort verkaufte Pferde oder Sklaven festgelegt. Alle anderen Kaufleute und Juden hatten für Sklaven und sonstige Handelsgüter die bereits zu Zeiten König Ludwigs und Karlmanns üblichen Zölle zu zahlen.

## Geschichte
Schon zur Römerzeit wurde auf der Donau mit Wein, Getreide, Olivenöl usw. gehandelt. Das wichtigste Handelsgut im Mittelalter war allerdings das Salz. Im heute österreichischen Donauraum gab es ab dem 9. Jahrhundert drei wichtige Marktplätze für den Salzhandel, an denen Zoll entrichtet werden musste:
- Linz: Der Zoll am Linzer Salzmarkt berechtigte auch zum Handel mit Böhmen. Über den Linzer Steig, eigentlich ein Netz von alten Schefwegen und Saumpfaden, wurde das Salz durch das Mühlviertel nach Norden weitertransportiert.[3]
- Ebersburg (Eparesburch, Eperaesburg) vermutlich Ybbs
- Mautern

Entlang der heute österreichischen Donau gab es zusätzlich folgende Mautstätten:
- Rosdorf: die heute längst abgekommene Schiffslände, die 853[4] erstmals schriftlich erwähnt wurde, ist zwischen Aschach und Eferding oder bei Goldwörth zu suchen.[5]
- Tabersheim (Tafersheim) zwischen Linz und der Traunmündung: Hier trafen sich zwei wichtige Salzverkehrswege, der Hauptausfuhrweg des Hallstätter (Gmundner) Salzes entlang der Traun und der Transportweg des Reichenhaller und Halleiner Salzes von Passau donauabwärts. Sowohl die Siedlungen am rechten Donauufer (Zizlau, slaw. Zaglaw, und das spätere St. Peter) als auch am linken Donauufer (Windegg, westliches Steyregg) trugen ursprünglich den gemeinsamen Gebietsnamen Tabersheim[6], der 885[7] erstmals urkundlich erwähnt wurde.

Bei Raffelstetten am südlichen Donauufer zwischen Linz und Enns lag damals eine bedeutende Schiffslände unterhalb der Einmündung des Flusses Traun in die Donau. Im Einzugsbereich des bereits in keltischer Zeit befestigten Luftenbergs erfolgte die Umladung der Salzfrachten von den Salzzillen der Traun auf Donauschiffe bzw. für die Überfuhr des Salzes auf das nördliche Donauufer, z. B. bei Steining, Gusen oder später bei Mauthausen. Als wichtiger Salzumschlagsplatz wurde also Raffelstetten für die Neuregelung der Zoll- und Mautvorschriften für den Flussverkehr ausgewählt.
Die Raffelstettener Zollordnung wurde im Beisein der königlichen Gesandten, Erzbischof Theotmars (Dietmar) von Salzburg, Bischof Burkhards von Passau und eines Grafen Otachar (Ottokar) von Markgraf Aribo, seinen Stellvertretern Vicarius Walto, Vicarius Durinc, Vicarius Eigil und etwa 30 weiteren Adeligen aus den drei Grafschaften des Herrschaftsbereiches von Markgraf Aribo im Zuge einer öffentlichen Verhandlung in Raffelstetten, seinerzeit bei Lorch, errichtet. Unter den Zeugen befanden sich auch Männer namens Salomon oder Isaak, die damals wohl als jüdische Händler involviert waren.
Raffelstetten ist heute eine kleine Ortschaft, die zur politischen Gemeinde Asten gehört.